# اسماعیل (ترکیه)
اسماعیل (به ترکی استانبولی: İsmil) شهری است در کشور ترکیه که در استان قونیه واقع شده‌است. جمعیت این شهر بر اساس سرشماری سال ۲۰۰۸ میلادی ۶٬۹۰۹ نفر و بر اساس برآوردهای سال ۲۰۰۹ میلادی ۷٬۸۸۸ نفر می‌باشد.